# Woori Yallock
Woori Yallock är en del av en befolkad plats i Australien. Den ligger i kommunen Yarra Ranges och delstaten Victoria, omkring 51 kilometer öster om delstatshuvudstaden Melbourne. Antalet invånare är 2 806.
Närmaste större samhälle är Mount Evelyn, omkring 14 kilometer väster om Woori Yallock.
I omgivningarna runt Woori Yallock växer i huvudsak städsegrön lövskog. Runt Woori Yallock är det ganska glesbefolkat, med 38 invånare per kvadratkilometer. Genomsnittlig årsnederbörd är 1 391 millimeter. Den regnigaste månaden är juni, med i genomsnitt 161 mm nederbörd, och den torraste är januari, med 57 mm nederbörd.